# MMO (voetbalclub)

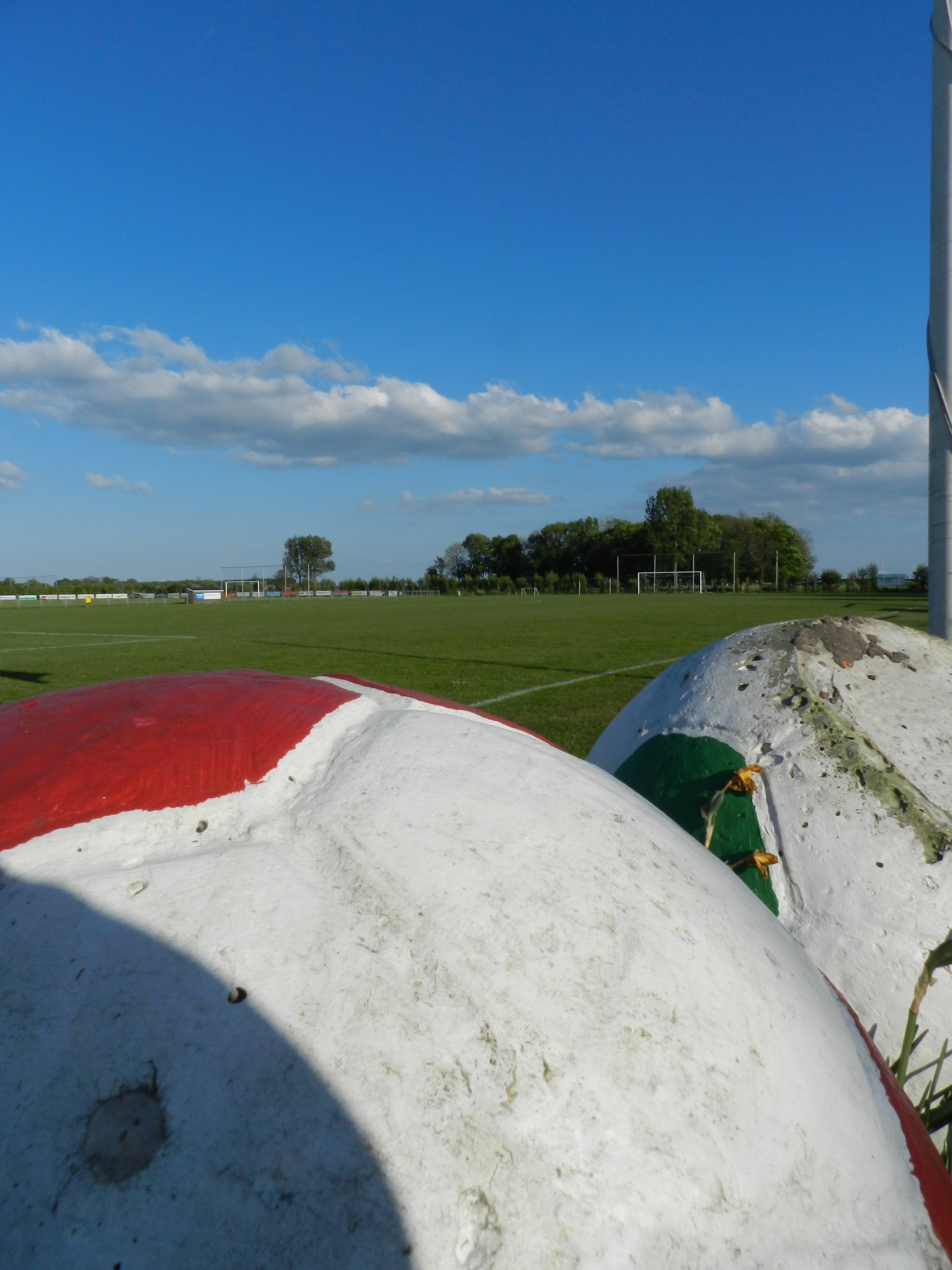
Veld 2

MMO - de afkorting voor Sportvereniging Met Moeite Opgericht - is een Nederlandse amateurvoetbalvereniging uit Hoogmade een plaats in de Zuid-Hollandse gemeente Kaag en Braassem.

## Algemeen
De vereniging werd op 26 juni 1946 opgericht als VCH (Voetbalclub Hoogmade). In 1947 volgde de naamswijziging tot MMO. Op 20 mei 1953 werd er een handbalvereniging opgericht. Op 1 juli 2008 fuseerden de handbal- en voetbalvereniging. Thuisbasis is het “Sportpark MMO”.
Naast het eerste elftal dat met ingang van 2019/20 op zaterdag speelt, komen de overige seniorenteams uit in het zondagvoetbal. De jeugdteams spelen op zaterdag. In het verleden telde de club tevens een vrouwenvoetbalelftal, een handbalteam voor vrouwen en enkele jeugdhandballeden.

## Standaardelftallen

### Zaterdag
Met ingang van het seizoen 2019/20 komt het standaardelftal uit in de zaterdagafdeling van het amateurvoetbal, daarmee is “MMO” een van de vele verenigingen die de overstap van (standaard)zondagvoetbal naar zaterdagvoetbal hebben gemaakt. Het startte in de vierde klasse van het KNVB-district West-II, het laagste niveau in dit district.

#### Erelijst
Kampioen Vijfde klasse: 2023

#### Competitieresultaten 2020-heden
| 11* 4A |

| 8* 4A |

| 13 4A |

| 1 5A |

| 14 4A |

| Vierde klasse |

2019/20: Dit seizoen werd na 17 speelrondes stopgezet vanwege de coronacrisis. Er werd voor dit seizoen geen eindstand vastgesteld.
2020/21: Dit seizoen werd na 4 speelrondes stopgezet vanwege de coronacrisis. Er werd voor dit seizoen geen eindstand vastgesteld.

### Zondag
In het seizoen 1958/59 werd MMO in de tweede klasse van de Leidse Voetbalbond voor het eerst kampioen na een 1-0 overwinning in de beslissingswedstrijd tegen UDO. Het doelpunt werd gescoord door Jan Jansen. MMO hield het acht jaar vol in de eerste klasse, maar in het seizoen 1966/67 degradeerde MMO naar de tweede klasse na een beslissingswedstrijd tegen Rouwkoop. Het seizoen daarop werd MMO meteen kampioen, door de beslissingswedstrijd tegen Meerburg met 1-0 te winnen. George Jansen scoorde. Het seizoen 1971/72 was ook een zeer goed seizoen voor MMO. De club werd op 27 februari 1972 na een 4-2 overwinning op Unitas ongeslagen kampioen van de tweede klasse. Uit 16 wedstrijden haalde MMO 29 punten, er werden toen nog 2 punten bijgeteld voor elke overwinning. Dick van Goozen werd met 14 doelpunten topsocorer van dat seizoen. Drie jaar later promoveerde MMO naar de vierde klasse van de KNVB. Uit 24 wedstrijden haalde MMO 34 punten. MMO speelde dat seizoen mee in de strijd om het Nederlands kampioenschap voor afdelingskampioenen. Zeven jaar later degradeerde MMO weer naar de Leidse Voetbalbond. De vierde klasse werd in 1992 opnieuw bereikt via de nacompetitie, nadat de beslissingswedstrijd tegen Teylingen werd verloren.
Op 22 april 2012 promoveerde MMO voor het eerst naar de derde klasse, de club speelde met 2-2 gelijk tegen Altior, maar omdat concurrent Stompwijk '92 met 3-7 verloor van DoCoS werd MMO kampioen. Onder leiding van Ben Stukart sleepte MMO 57 punten binnen. In het seizoen 2016/17 degradeerde MMO uit de derde klasse. Door de inkrimping van de vierde klasse in het KNVB-district West-II kwam MMO in het seizoen 2017/18 uit in de vierde klasse van het district West-I. In het seizoen 2018/19 werd MMO ingedeeld in de derde klasse van het district West-II, waarvoor dat seizoen een speciale competitieopzet was gemaakt met alle derde- en vierde klassers in dit district.

#### Erelijst
Kampioen Vijfde klasse: 2023
Kampioen Vierde klasse: 2012
Kampioen LVB 1e klasse: 1975
Kampioen LVB 2e klasse: 1959, 1968, 1972
Winnaar Kaag en Braassem Cup: 2014

#### Competitieresultaten 1956–2019
| 4 |

| 9 |

| 3 |

| 1 |

| 2 |

| 3 |

| 3 |

| 8 |

| 3 |

| 5 |

| 5 |

| 9 |

| 1 |

| 10 |

| 5 |

| 7 |

| 1 |

| 9 |

| 4 |

| 1 |

| 4 4A |

| 11 4B |

| 11 4A |

| 4 4A |

| 7 4A |

| 8 4A |

| 12 4B |

| 4 1B 2 1L |

| 2 OV 2 OV |

| 4 |

| 4 |

| 2 |

| 5 |

| 2 |

| 11 |

| 6 |

| 2 |

| 4 4A |

| 7 4A |

| 2 4A |

| 11 4A |

| 10 4A |

| 6 4A |

| 9 4A |

| 8 4A |

| 7 4B |

| 6 4B |

| 9 4A |

| 10 4B |

| 10 4A |

| 9 4B |

| 8 4B |

| 3 4A |

| 7 4A |

| 6 4B |

| 4 4A |

| 1 4A |

| 4 3A |

| 2 3A |

| 6 3A |

| 10 3A |

| 14 3A |

| 6 4E |

| 14 Q1 7 LD |

| Derde klasse | Overgangscompetitie | Vierde klasse | Eerste klasse LVB | Tweede klasse LVB |

Seizoen 1982/83 en 1983/84 werd er in de LVB een najaars- en voorjaarscompetitie gespeeld, waarbij er vanuit een overgangsklasse (OV) kon worden gepromoveerd naar de vierde klasse KNVB.
In elke staaf van de grafiek staat van boven naar beneden vermeld: 
- Eindnotering

Dit is de positie die de club heeft bereikt in de competitie, zonder eventuele beslissings-, play-off- of nacompetitiewedstrijden die nodig zijn geweest om bijvoorbeeld de kampioen van de competitie te bepalen.
Indien een * achter het getal staat is de notering een tussenstand en kan het zijn dat de notering niet overeenkomt met de uiteindelijke eindstand van de competitie.
Staat er een - dan is het seizoen nog bezig en is er geen definitieve uitslag bekend.
Staat er xx op de positie van de notering, dan heeft de club vroegtijdig de competitie verlaten. Dit kan onder andere komen door terugtrekking van het team, faillissement van de club of door een uitgedeelde straf van de KNVB. In veel gevallen staat elders in het artikel de reden vermeld.
Staat er een ? dan is het resultaat uit het verleden onbekend, en is alleen de competitie of het niveau bekend van dat seizoen.
In de seizoenen 2019/20 en 2020/21 werd wegens de coronacrisis het amateurvoetbal afgebroken. Daardoor kennen deze staven geen eindklassering (middels -- weergegeven).
- Competitieniveau en afdelingsletter of Officiële eindstand Eredivisie
  - Competitieniveau en afdelingsletter

Hierbij geeft het getal het niveau weer, dat ook terug te vinden is in de legenda. De letter is de afdelingsaanduiding en wordt gebruikt wanneer er meer afdelingen zijn op hetzelfde niveau. De afdelingsletter is altijd een hoofdletter en wordt meestal zonder nummer gebruikt.
Voorbeeld: 2F is niveau 2e klasse competitie F.
Het competitieniveau en nummer wordt niet vermeld wanneer er slechts één competitie van dit niveau was.
  - Officiële eindstand Eredivisie (getal staat tussen haakjes vermeld)

Sinds de introductie van play-offwedstrijden voor Europees voetbal na afloop van de reguliere competitie in 2005/06, is de KNVB verplicht een eindstand van de Eredivisie door te geven aan de UEFA aan de hand van deze play-offwedstrijden.
Bij deze eindstand staan clubs die zich hebben gekwalificeerd voor Europees voetbal hoger dan clubs die zich niet wisten te kwalificeren. Indien er geen verschil was tussen de eindnotering en de officiële eindstand, staat dit getal niet vermeld.

- Onderafdeling

Hier staat afgekort de naam van de onderafdeling indien de club in dat jaar in een onderafdeling uitkwam. Tevens staat deze afkorting in de legenda en wordt gelinkt naar het artikel over deze onderafdeling. Deze afkorting wordt alleen vermeld wanneer de club in het verleden in verschillende onderafdelingen heeft gespeeld. Deze vermelding is in de staaf altijd in kleine letters. Deze onderafdelingen zijn na het seizoen 1995/96 afgeschaft. Heeft de club in slechts één onderafdeling gespeeld, dan is dit alleen terug te vinden in de legenda.
Onder de staaf staat het jaartal vermeld waarin het seizoen is afgesloten. 15 verwijst naar het seizoen 2014/15 of eventueel het seizoen 1914/15.
Wanneer een staaf leeg is, zijn deze gegevens niet bekend. Het kan ook zijn dat de club dat seizoen niet heeft meegespeeld op het hogere amateurniveau, vroegtijdig de competitie heeft verlaten of uit de competitie is gezet.

In het seizoen 1944/45 was er wegens de Tweede Wereldoorlog geen regulier competitievoetbal.
EMM '21 · SV Kickers '69 · MMO · SV ROAC · VV Woubrugge

Voormalig: SV Alkmania · DOSR · WVC